# Edward Goodrich Acheson
Edward Goodrich Acheson (Washington, 9 marzo 1856 – New York, 6 luglio 1931) è stato un chimico statunitense.
Collaboratore di Thomas Alva Edison, ha ideato un processo di preparazione della grafite artificiale da coke riscaldato in forno elettrico, nonché un metodo di preparazione del carburo di silicio.